# Ямники (Рыбинское сельское поселение)
Я́мники — деревня в Максатихинском районе Тверской области России. Входит в состав Рыбинского сельского поселения. До 8 октября 2014 года деревня входила в состав Ручковского сельского поселения.

## География
Деревня находится в северо-восточной части Тверской области, в зоне хвойно-широколиственных лесов, в пределах Моложской зандровой низины, на левом берегу реки Мологи, при автодороге 28Н-1000, на расстоянии примерно 7 километров (по прямой) к северо-западу от Максатихи, административного центра района.

### Климат
Климат характеризуется как умеренно континентальный. Среднегодовая температура воздуха — 3,3 °C. Абсолютный минимум температуры воздуха холодного периода составляет −48 °C; абсолютный максимум тёплого периода — 35 °C. Безморозный период длится около 128 дней. Годовое количество атмосферных осадков составляет 690 мм, из которых большая часть выпадает в тёплый период. Снежный покров держится в течение 155 дней. Преобладают ветры юго-западного, западного и северо-западного направлений.

### Часовой пояс
Деревня Ямники, как и вся Тверская область, находится в часовой зоне МСК (московское время). Смещение применяемого времени относительно UTC составляет +3:00.

## Население
| 2010 |
| ---- |
| 58   |

Перепись подушного налога
В Российской империи в начале XVIII — 2-й половине XIX веков проводились подушные переписи (ревизии) податного населения, проводившиеся с целью налогообложения. Деревня Ямники, как и соседняя Ручки, была помещичьей и принадлежала семье Березиных.
| № РС | Год  | Население | Население | Население | ФИО помещика              | Источник              |
| № РС | Год  | мужчин    | женщин    | всего     | ФИО помещика              | Источник              |
| ---- | ---- | --------- | --------- | --------- | ------------------------- | --------------------- |
| 10   | 1858 | 56        | 66        | 122       | Березин Иван Фёдорович    | ГАТО ф.312 оп.6 д.972 |
| 9    | 1850 | 53        | 57        | 110       | Березин Дмитрий Сергеевич | ГАТО ф.312 оп.6 д.714 |
| 8    | 1834 | 46        | 53        | 99        | Березин Павел Сергеевич   | ГАТО ф.312 оп.6 д.492 |
| 7    | 1816 | 34        | 25        | 59        | Березин Павел Сергеевич   | ГАТО ф.312 оп.6 д.329 |
| 6    | 1811 | 31        | н/д       | н/д       | Березин Павел Сергеевич   | ГАТО ф.312 оп.6 д.236 |
| 5    | 1795 | 20        | 32        | 52        | Березин Сергей Антонович  | ГАТО ф.312 оп.6 д.125 |
| 4    | 1782 | 17        | 24        | 41        | Березин Сергей Антонович  | ГАТО ф.312 оп.6 д.35  |
| 3    | 1764 | 7         | 5         | 12        | Березин А.И.              | ГАТО ф.57 оп.1 д.144  |

### Национальный состав
Согласно результатам переписи 2002 года, в национальной структуре населения русские составляли 96 % из 68 чел.